# Keystone (Iowa)
Keystone é uma cidade localizada no estado americano de Iowa, no Condado de Benton.

## Demografia
Segundo o censo americano de 2000, a sua população era de 687 habitantes.
Em 2006, foi estimada uma população de 690, um aumento de 3 (0.4%).

## Geografia
De acordo com o United States Census Bureau tem uma área de
1,0 km², dos quais 1,0 km² cobertos por terra e 0,0 km² cobertos por água.

## Localidades na vizinhança
O diagrama seguinte representa as localidades num raio de 16 km ao redor de Keystone.